# Alzoniella pyrenaica
Alzoniella pyrenaica é uma espécie de gastrópode  da família Hydrobiidae.
É endémica de França.